# PartyNextDoor/Diskografie
Diese Diskografie ist eine Übersicht über die musikalischen Werke des kanadischen R&B-Sängers und Produzenten PartyNextDoor. Den Schallplattenauszeichnungen zufolge hat er bisher mehr als 48 Millionen Tonträger verkauft, davon alleine in seiner Heimat mehr als 2,5 Millionen. Seine erfolgreichste Veröffentlichung ist die Single Come and See Me mit über sieben Millionen verkauften Einheiten.

## Alben

### Studioalben
| Jahr | Titel Musiklabel                | Höchstplatzierung, Gesamtwochen, AuszeichnungChartplatzierungen (Jahr, Titel, Musiklabel, Platzierungen, Wochen, Auszeichnungen, Anmerkungen) | Höchstplatzierung, Gesamtwochen, AuszeichnungChartplatzierungen (Jahr, Titel, Musiklabel, Platzierungen, Wochen, Auszeichnungen, Anmerkungen) | Höchstplatzierung, Gesamtwochen, AuszeichnungChartplatzierungen (Jahr, Titel, Musiklabel, Platzierungen, Wochen, Auszeichnungen, Anmerkungen) | Höchstplatzierung, Gesamtwochen, AuszeichnungChartplatzierungen (Jahr, Titel, Musiklabel, Platzierungen, Wochen, Auszeichnungen, Anmerkungen) | Höchstplatzierung, Gesamtwochen, AuszeichnungChartplatzierungen (Jahr, Titel, Musiklabel, Platzierungen, Wochen, Auszeichnungen, Anmerkungen) | Höchstplatzierung, Gesamtwochen, AuszeichnungChartplatzierungen (Jahr, Titel, Musiklabel, Platzierungen, Wochen, Auszeichnungen, Anmerkungen) | Höchstplatzierung, Gesamtwochen, AuszeichnungChartplatzierungen (Jahr, Titel, Musiklabel, Platzierungen, Wochen, Auszeichnungen, Anmerkungen) | Anmerkungen                                               |
| Jahr | Titel Musiklabel                | DE | AT | CH | UK | US | R&B | CA | Anmerkungen                                               |
| ---- | ------------------------------- | --- | --- | --- | --- | --- | --- | --- | --------------------------------------------------------- |
| 2014 | PartyNextDoor Two OVO Sound     | — | — | — | UK66 (1 Wo.)UK | US15 Gold · (3 Wo.)US | R&B1 (17 Wo.)R&B | CA— GoldCA | Erstveröffentlichung: 29. Juli 2014 Verkäufe: + 510.000   |
| 2016 | PartyNextDoor 3 (PX3) OVO Sound | — | — | CH36 (1 Wo.)CH | UK11 (2 Wo.)UK | US3 Gold · (32 Wo.)US | R&B1 (14 Wo.)R&B | CA— PlatinCA | Erstveröffentlichung: 12. August 2016 Verkäufe: + 587.500 |
| 2020 | Partymobile OVO Sound           | DE56 (1 Wo.)DE | AT38 (1 Wo.)AT | CH19 (1 Wo.)CH | UK7 (3 Wo.)UK | US8 Gold · (14 Wo.)US | R&B4 (5 Wo.)R&B | CA— PlatinCA | Erstveröffentlichung: 27. März 2020 Verkäufe: + 587.500   |
| 2024 | PartyNextDoor 4 OVO Sound       | — | — | CH14 (1 Wo.)CH | UK26 Silber · (2 Wo.)UK | US10 (51 Wo.)US | R&B4 (12 Wo.)R&B | CA— GoldCA | Erstveröffentlichung: 26. April 2024 Verkäufe: + 100.000  |

### Kollaboalben
| Jahr | Titel Musiklabel                    | Höchstplatzierung, Gesamtwochen, AuszeichnungChartplatzierungen (Jahr, Titel, Musiklabel, Platzierungen, Wochen, Auszeichnungen, Anmerkungen) | Höchstplatzierung, Gesamtwochen, AuszeichnungChartplatzierungen (Jahr, Titel, Musiklabel, Platzierungen, Wochen, Auszeichnungen, Anmerkungen) | Höchstplatzierung, Gesamtwochen, AuszeichnungChartplatzierungen (Jahr, Titel, Musiklabel, Platzierungen, Wochen, Auszeichnungen, Anmerkungen) | Höchstplatzierung, Gesamtwochen, AuszeichnungChartplatzierungen (Jahr, Titel, Musiklabel, Platzierungen, Wochen, Auszeichnungen, Anmerkungen) | Höchstplatzierung, Gesamtwochen, AuszeichnungChartplatzierungen (Jahr, Titel, Musiklabel, Platzierungen, Wochen, Auszeichnungen, Anmerkungen) | Höchstplatzierung, Gesamtwochen, AuszeichnungChartplatzierungen (Jahr, Titel, Musiklabel, Platzierungen, Wochen, Auszeichnungen, Anmerkungen) | Höchstplatzierung, Gesamtwochen, AuszeichnungChartplatzierungen (Jahr, Titel, Musiklabel, Platzierungen, Wochen, Auszeichnungen, Anmerkungen) | Anmerkungen                                                           |
| Jahr | Titel Musiklabel                    | DE | AT | CH | UK | US | R&B | CA | Anmerkungen                                                           |
| ---- | ----------------------------------- | --- | --- | --- | --- | --- | --- | --- | --------------------------------------------------------------------- |
| 2025 | Some Sexy Songs 4 U OVO Sound (UMG) | DE31 (5 Wo.)DE | AT9 (4 Wo.)AT | CH3 (11 Wo.)CH | UK3 Gold · (… Wo.)UK | US1 (… Wo.)US | R&B1 (… Wo.)R&B | — | Erstveröffentlichung: 14. Februar 2025 Verkäufe: + 107.500; mit Drake |

### EPs
| Jahr | Titel Musiklabel        | Höchstplatzierung, Gesamtwochen, AuszeichnungChartplatzierungen (Jahr, Titel, Musiklabel, Platzierungen, Wochen, Auszeichnungen, Anmerkungen) | Höchstplatzierung, Gesamtwochen, AuszeichnungChartplatzierungen (Jahr, Titel, Musiklabel, Platzierungen, Wochen, Auszeichnungen, Anmerkungen) | Höchstplatzierung, Gesamtwochen, AuszeichnungChartplatzierungen (Jahr, Titel, Musiklabel, Platzierungen, Wochen, Auszeichnungen, Anmerkungen) | Höchstplatzierung, Gesamtwochen, AuszeichnungChartplatzierungen (Jahr, Titel, Musiklabel, Platzierungen, Wochen, Auszeichnungen, Anmerkungen) | Höchstplatzierung, Gesamtwochen, AuszeichnungChartplatzierungen (Jahr, Titel, Musiklabel, Platzierungen, Wochen, Auszeichnungen, Anmerkungen) | Höchstplatzierung, Gesamtwochen, AuszeichnungChartplatzierungen (Jahr, Titel, Musiklabel, Platzierungen, Wochen, Auszeichnungen, Anmerkungen) | Höchstplatzierung, Gesamtwochen, AuszeichnungChartplatzierungen (Jahr, Titel, Musiklabel, Platzierungen, Wochen, Auszeichnungen, Anmerkungen) | Anmerkungen                                            |
| Jahr | Titel Musiklabel        | DE | AT | CH | UK | US | R&B | CA | Anmerkungen                                            |
| ---- | ----------------------- | --- | --- | --- | --- | --- | --- | --- | ------------------------------------------------------ |
| 2013 | PartyNextDoor OVO Sound | — | — | — | — | US— GoldUS | R&B34 (1 Wo.)R&B | — | Erstveröffentlichung: 1. Juli 2013 Verkäufe: + 507.500 |
| 2014 | PNDColours OVO Sound    | — | — | — | — | — | — | — | Erstveröffentlichung: 3. Dezember 2014                 |
| 2017 | Colours 2 OVO Sound     | — | — | — | — | US56 (1 Wo.)US | R&B23 (1 Wo.)R&B | — | Erstveröffentlichung: 2. Juni 2017                     |
| 2017 | Seven Days OVO Sound    | — | — | — | — | US82 (1 Wo.)US | R&B44 (1 Wo.)R&B | — | Erstveröffentlichung: 29. September 2017               |
| 2020 | Partypack OVO Sound     | — | — | — | — | US117 (1 Wo.)US | — | — | Erstveröffentlichung: 16. Oktober 2020                 |

## Singles

### Als Leadmusiker
| Jahr | Titel Album                             | Höchstplatzierung, Gesamtwochen, AuszeichnungChartplatzierungen (Jahr, Titel, Album, Platzierungen, Wochen, Auszeichnungen, Anmerkungen) | Höchstplatzierung, Gesamtwochen, AuszeichnungChartplatzierungen (Jahr, Titel, Album, Platzierungen, Wochen, Auszeichnungen, Anmerkungen) | Höchstplatzierung, Gesamtwochen, AuszeichnungChartplatzierungen (Jahr, Titel, Album, Platzierungen, Wochen, Auszeichnungen, Anmerkungen) | Höchstplatzierung, Gesamtwochen, AuszeichnungChartplatzierungen (Jahr, Titel, Album, Platzierungen, Wochen, Auszeichnungen, Anmerkungen) | Höchstplatzierung, Gesamtwochen, AuszeichnungChartplatzierungen (Jahr, Titel, Album, Platzierungen, Wochen, Auszeichnungen, Anmerkungen) | Höchstplatzierung, Gesamtwochen, AuszeichnungChartplatzierungen (Jahr, Titel, Album, Platzierungen, Wochen, Auszeichnungen, Anmerkungen) | Höchstplatzierung, Gesamtwochen, AuszeichnungChartplatzierungen (Jahr, Titel, Album, Platzierungen, Wochen, Auszeichnungen, Anmerkungen) | Anmerkungen                                                                      |
| Jahr | Titel Album                             | DE | AT | CH | UK | US | R&B | CA | Anmerkungen                                                                      |
| --- | --------------------------------------- | --- | --- | --- | --- | --- | --- | --- | -------------------------------------------------------------------------------- |
| 2014 | Recognize PartyNextDoor Two             | — | — | — | UK— GoldUK | US— ×4VierfachplatinUS | R&B28 (15 Wo.)R&B | CA— ×2DoppelplatinCA | Erstveröffentlichung: 15. Juli 2014 Verkäufe: + 4.560.000; feat. Drake           |
| 2016 | Come and See Me PartyNextDoor 3         | — | — | — | UK— PlatinUK | US55 ×6Sechsfachplatin · (24 Wo.)US | R&B20 (29 Wo.)R&B | CA— ×4VierfachplatinCA | Erstveröffentlichung: 23. März 2016 Verkäufe: + 7.030.000; feat. Drake           |
| 2017 | Not Nice PartyNextDoor 3                | — | — | — | UK98 Gold · (1 Wo.)UK | US82 Platin · (7 Wo.)US | R&B30 (12 Wo.)R&B | CA— ×3DreifachplatinCA | Erstveröffentlichung: 17. Januar 2017 Verkäufe: + 1.640.000                      |
| 2019 | The News Partymobile                    | — | — | — | — | US— GoldUS | — | CA— GoldCA | Erstveröffentlichung: 21. November 2019 Verkäufe: + 540.000                      |
| 2019 | Loyal Partymobile                       | — | — | CH90 (1 Wo.)CH | UK31 Gold · (10 Wo.)UK | US60 ×2Doppelplatin · (3 Wo.)US | R&B25 (5 Wo.)R&B | CA23 ×3Dreifachplatin · (1 Wo.)CA | Erstveröffentlichung: 22. November 2019 Verkäufe: + 2.645.000; feat. Drake       |
| 2020 | Believe It Partymobile                  | DE58 (3 Wo.)DE | AT51 (2 Wo.)AT | CH24 (7 Wo.)CH | UK12 Platin · (12 Wo.)UK | US23 Platin · (14 Wo.)US | R&B12 (14 Wo.)R&B | CA30 (1 Wo.)CA | Erstveröffentlichung: 27. März 2020 Verkäufe: + 1.685.000; mit Rihanna           |
| 2023 | Resentment PartyNextDoor 4              | — | — | — | — | US— GoldUS | R&B49 (1 Wo.)R&B | CA— GoldCA | Erstveröffentlichung: 7. Juli 2023 Verkäufe: + 540.000                           |
| 2024 | Real Woman PartyNextDoor 4              | — | — | — | — | — | R&B44 (1 Wo.)R&B | — | Erstveröffentlichung: 15. März 2024                                              |
| 2024 | Lose My Mind PartyNextDoor 4            | — | — | — | — | — | R&B32 (1 Wo.)R&B | — | Erstveröffentlichung: 11. April 2024                                             |
| 2024 | Dreamin’ –                              | — | — | — | UK86 (3 Wo.)UK | — | R&B32 (7 Wo.)R&B | — | Erstveröffentlichung: 8. November 2024                                           |
| Folgende Lieder erschienen nicht als Single, wurden aber durch das Album zum Download und Streaming bereitgestellt und konnten somit eine Platzierung erlangen: |                                         | | | | | | | |                                                                                  |
| |                                         | | | | | | | |                                                                                  |
| 2016 | Don’t Know How PartyNextDoor 3          | — | — | — | — | — | R&B50 (1 Wo.)R&B | — | Charteinstieg: 3. September 2016 feat. Drake                                     |
| 2020 | Trauma Partymobile                      | — | — | — | UK99 (1 Wo.)UK | — | — | — | Charteinstieg: 3. April 2020                                                     |
| 2020 | My Affection Life on Earth              | — | — | — | UK77 (1 Wo.)UK | US86 Platin · (1 Wo.)US | R&B45 (1 Wo.)R&B | — | Charteinstieg: 23. Juli 2020 Verkäufe: + 1.000.000; mit Summer Walker            |
| 2023 | Her Way PartyNextDoor Two               | — | — | — | UK— SilberUK | US— ×2DoppelplatinUS | R&B40 (5 Wo.)R&B | CA— PlatinCA | Charteinstieg: 4. Februar 2023 Verkäufe: + 2.280.000                             |
| 2024 | For Certain PartyNextDoor 4             | — | — | — | — | — | R&B34 (1 Wo.)R&B | CA— GoldCA | Charteinstieg: 11. Mai 2024 Verkäufe: + 40.000                                   |
| 2024 | No Chill PartyNextDoor 4                | — | — | — | UK73 Silber · (3 Wo.)UK | US— GoldUS | R&B28 (19 Wo.)R&B | CA— GoldCA | Charteinstieg: 11. Mai 2024 Verkäufe: + 740.000; Videoauskopplung: 16. Juli 2024 |
| 2024 | Control PartyNextDoor 4                 | — | — | — | — | — | R&B50 (1 Wo.)R&B | — | Charteinstieg: 11. Mai 2024                                                      |
| 2024 | Make It to the Morning PartyNextDoor 4  | — | — | — | — | — | R&B38 (8 Wo.)R&B | CA— GoldCA | Charteinstieg: 21. Dezember 2024 Verkäufe: + 40.000                              |
| 2025 | CN Tower Some Sexy Songs 4 U            | — | — | CH91 (1 Wo.)CH | UK22 (1 Wo.)UK | US18 (3 Wo.)US | R&B9 (… Wo.)R&B | — | Charteinstieg: 23. Februar 2025 mit Drake                                        |
| 2025 | Die Trying Some Sexy Songs 4 U          | — | — | — | UK42 (7 Wo.)UK | US21 (12 Wo.)US | — | — | Charteinstieg: 1. März 2025 mit Drake feat. Yebba                                |
| 2025 | Something About You Some Sexy Songs 4 U | — | — | — | — | US26 (3 Wo.)US | R&B11 (… Wo.)R&B | — | Charteinstieg: 1. März 2025 mit Drake                                            |
| 2025 | Moth Balls Some Sexy Songs 4 U          | — | — | — | — | US29 (2 Wo.)US | R&B12 (2 Wo.)R&B | — | Charteinstieg: 1. März 2025 mit Drake                                            |
| 2025 | Somebody Loves Me Some Sexy Songs 4 U   | — | — | — | — | US30 (20 Wo.)US | R&B13 (… Wo.)R&B | — | Charteinstieg: 1. März 2025 mit Drake                                            |
| 2025 | Deeper Some Sexy Songs 4 U              | — | — | — | — | US31 (3 Wo.)US | R&B14 (… Wo.)R&B | — | Charteinstieg: 1. März 2025                                                      |
| 2025 | Spider-Man Superman Some Sexy Songs 4 U | — | — | — | — | US35 (2 Wo.)US | R&B16 (… Wo.)R&B | — | Charteinstieg: 1. März 2025 mit Drake                                            |
| 2025 | Pimmie’s Dilemma Some Sexy Songs 4 U    | — | — | — | — | US45 (2 Wo.)US | R&B21 (… Wo.)R&B | — | Charteinstieg: 1. März 2025 mit Drake                                            |
| 2025 | Lasers Some Sexy Songs 4 U              | — | — | — | — | US60 (1 Wo.)US | R&B28 (… Wo.)R&B | — | Charteinstieg: 1. März 2025 mit Drake                                            |
| 2025 | Meet Your Padre Some Sexy Songs 4 U     | — | — | — | — | US63 (1 Wo.)US | — | — | Charteinstieg: 1. März 2025 mit Drake feat. Chino Pacas                          |
| 2025 | Celibacy Some Sexy Songs 4 U            | — | — | — | — | US66 (1 Wo.)US | R&B30 (… Wo.)R&B | — | Charteinstieg: 1. März 2025 mit Drake                                            |
| 2025 | Greedy Some Sexy Songs 4 U              | — | — | — | — | US70 (1 Wo.)US | R&B31 (… Wo.)R&B | — | Charteinstieg: 1. März 2025 mit Drake                                            |
| 2025 | When He’s Gone Some Sexy Songs 4 U      | — | — | — | — | US73 (1 Wo.)US | R&B33 (… Wo.)R&B | — | Charteinstieg: 1. März 2025 mit Drake                                            |
| 2025 | OMW Some Sexy Songs 4 U                 | — | — | — | — | US74 (1 Wo.)US | R&B34 (… Wo.)R&B | — | Charteinstieg: 1. März 2025 mit Drake                                            |
| 2025 | Glorious Some Sexy Songs 4 U            | — | — | — | — | US83 (1 Wo.)US | R&B37 (… Wo.)R&B | — | Charteinstieg: 1. März 2025 mit Drake                                            |

### Als Gastmusiker
| Jahr | Titel Album                                                    | Höchstplatzierung, Gesamtwochen, AuszeichnungChartplatzierungen (Jahr, Titel, Album, Platzierungen, Wochen, Auszeichnungen, Anmerkungen) | Höchstplatzierung, Gesamtwochen, AuszeichnungChartplatzierungen (Jahr, Titel, Album, Platzierungen, Wochen, Auszeichnungen, Anmerkungen) | Höchstplatzierung, Gesamtwochen, AuszeichnungChartplatzierungen (Jahr, Titel, Album, Platzierungen, Wochen, Auszeichnungen, Anmerkungen) | Höchstplatzierung, Gesamtwochen, AuszeichnungChartplatzierungen (Jahr, Titel, Album, Platzierungen, Wochen, Auszeichnungen, Anmerkungen) | Höchstplatzierung, Gesamtwochen, AuszeichnungChartplatzierungen (Jahr, Titel, Album, Platzierungen, Wochen, Auszeichnungen, Anmerkungen) | Höchstplatzierung, Gesamtwochen, AuszeichnungChartplatzierungen (Jahr, Titel, Album, Platzierungen, Wochen, Auszeichnungen, Anmerkungen) | Höchstplatzierung, Gesamtwochen, AuszeichnungChartplatzierungen (Jahr, Titel, Album, Platzierungen, Wochen, Auszeichnungen, Anmerkungen) | Anmerkungen                                                                                                |
| Jahr | Titel Album                                                    | DE | AT | CH | UK | US | R&B | CA | Anmerkungen                                                                                                |
| --- | -------------------------------------------------------------- | --- | --- | --- | --- | --- | --- | --- | --- |
| 2015 | Preach If You’re Reading This It’s Too Late                    | — | — | — | UK53 Silber · (2 Wo.)UK | US82 (2 Wo.)US | R&B25 (5 Wo.)R&B | CA27 (1 Wo.)CA | Erstveröffentlichung: 29. März 2015 Drake feat. PartyNextDoor                                              |
| 2017 | Run Up –                                                       | DE22 Gold · (17 Wo.)DE | AT37 (13 Wo.)AT | CH25 (15 Wo.)CH | UK20 Platin · (16 Wo.)UK | US66 (1 Wo.)US | R&B26 (5 Wo.)R&B | CA12 (5 Wo.)CA | Erstveröffentlichung: 26. Januar 2017 Verkäufe: + 1.128.333; Major Lazer feat. PartyNextDoor & Nicki Minaj |
| 2017 | Still Got Time Icarus Falls                                    | DE62 (2 Wo.)DE | AT41 (2 Wo.)AT | CH34 (4 Wo.)CH | UK24 Gold · (13 Wo.)UK | US66 Gold · (2 Wo.)US | — | CA15 Platin · (1 Wo.)CA | Erstveröffentlichung: 24. März 2017 Verkäufe: + 1.220.000; Zayn feat. PartyNextDoor                        |
| 2017 | One I Want The Space Between                                   | — | — | — | — | — | — | CA— GoldCA | Erstveröffentlichung: 15. Juni 2017 Verkäufe: + 40.000; Majid Jordan feat. PartyNextDoor                   |
| 2018 | Nuh Ready Nuh Ready 96 Months                                  | — | — | — | UK48 (7 Wo.)UK | — | — | CA34 (1 Wo.)CA | Erstveröffentlichung: 9. Februar 2018 Calvin Harris feat. PartyNextDoor                                    |
| 2020 | Excitement Neon Shark vs Pegasus                               | — | — | — | — | US— PlatinUS | R&B39 (2 Wo.)R&B | CA— PlatinCA | Erstveröffentlichung: 15. Mai 2020 Verkäufe: + 1.100.000; Trippie Redd feat. PartyNextDoor                 |
| 2020 | Twist & Turn Fixtape                                           | — | — | — | UK69 Silber · (6 Wo.)UK | US— GoldUS | — | CA46 (1 Wo.)CA | Erstveröffentlichung: 7. August 2020 Verkäufe: + 700.000; Popcaan feat. Drake & PartyNextDoor              |
| 2020 | Fue mejor Sin miedo (del amor y otros demonios)                | — | — | — | — | — | — | — | Erstveröffentlichung: 7. August 2020 Verkäufe: + 80.000; Kali Uchis feat. PartyNextDoor                    |
| Folgende Lieder erschienen nicht als Single, wurden aber durch das Album zum Download und Streaming bereitgestellt und konnten somit eine Platzierung erlangen: |                                                                | | | | | | | | |
| |                                                                | | | | | | | | |
| 2015 | Wednesday Night Interlude If You’re Reading This It’s Too Late | — | — | — | — | — | R&B43 (1 Wo.)R&B | — | Charteinstieg: 28. Februar 2015 Drake feat. PartyNextDoor                                                  |
| 2016 | With You Views                                                 | — | — | — | UK55 Silber · (8 Wo.)UK | US47 Platin · (7 Wo.)US | R&B21 (12 Wo.)R&B | — | Charteinstieg: 12. Mai 2016 Verkäufe: + 1.235.000; Drake feat. PartyNextDoor                               |
| 2017 | Since Way Back More Life                                       | — | — | — | UK63 (2 Wo.)UK | US70 (1 Wo.)US | R&B40 (1 Wo.)R&B | — | Charteinstieg: 30. März 2017 Drake feat. PartyNextDoor                                                     |
| 2018 | Ghost Town Ye                                                  | — | AT67 (1 Wo.)AT | CH73 (1 Wo.)CH | UK17 Gold · (3 Wo.)UK | US16 ×2Doppelplatin · (2 Wo.)US | R&B11 (2 Wo.)R&B | — | Charteinstieg: 10. Juni 2018 Verkäufe: + 2.465.000; Kanye West feat. PartyNextDoor                         |
| 2018 | Wouldn’t Leave Ye                                              | — | — | — | — | US24 Gold · (2 Wo.)US | R&B14 (2 Wo.)R&B | — | Charteinstieg: 16. Juni 2018 Verkäufe: + 500.000; Kanye West feat. PartyNextDoor                           |
| 2023 | Members Only For All the Dogs                                  | — | — | — | — | US24 (3 Wo.)US | R&B18 (6 Wo.)R&B | — | Charteinstieg: 21. Oktober 2023 Drake feat. PartyNextDoor                                                  |

## Statistik

### Chartauswertung
|                     | DE    | AT    | CH    | UK    | US    | R&B     |
| ------------------- | ----- | ----- | ----- | ----- | ----- | ------- |
| Nummer-eins-Alben   | DE—DE | AT—AT | CH—CH | UK—UK | US—US | R&B3R&B |
| Top-10-Alben        | DE—DE | AT1AT | CH1CH | UK2UK | US4US | R&B5R&B |
| Alben in den Charts | DE2DE | AT2AT | CH4CH | UK5UK | US8US | R&B8R&B |

|                       | DE    | AT    | CH    | UK     | US     | R&B      | CA    |
| --------------------- | ----- | ----- | ----- | ------ | ------ | -------- | ----- |
| Nummer-eins-Singles   | DE—DE | AT—AT | CH—CH | UK—UK  | US—US  | R&B—R&B  | CA—CA |
| Top-10-Singles        | DE—DE | AT—AT | CH—CH | UK—UK  | US—US  | R&B1R&B  | CA—CA |
| Singles in den Charts | DE3DE | AT4AT | CH6CH | UK17UK | US28US | R&B38R&B | CA7CA |

### Auszeichnungen für Musikverkäufe
| Silberne Schallplatte - Vereinigtes Königreich - 2023: für das Lied Wus Good / Curious - 2025: für das Lied Belong to the City - 2025: für das Lied TBH Goldene Schallplatte - Australien - 2024: für die Single Preach - 2024: für das Lied With You - Brasilien - 2020: für die Single Believe It - 2024: für das Lied Ghost Town - 2024: für die Single Excitement - Dänemark - 2019: für die Single Run Up - 2021: für die Single Believe It - 2023: für das Album PartyNextDoor Two - 2023: für die Single Come and See Me - 2023: für die Single Still Got Time - 2024: für die Single Break from Toronto - 2024: für das Lied Ghost Town - Italien - 2019: für die Single Still Got Time - Kanada - 2023: für das Lied Cash Out - 2024: für das Lied Right Now - 2024: für das Lied TBH - 2024: für das Lied Only U - 2024: für das Lied Freak In You - 2024: für das Lied Damage - 2024: für das Lied Persian Rugs - 2025: für die Single Fue mejor - Mexiko - 2019: für die Single Still Got Time - Neuseeland - 2020: für die Single Believe It - 2022: für das Album PartyNextDoor 3 (PX3) - 2022: für das Album Partymobile - 2025: für das Album Some Sexy Songs 4 U - 2025: für das Album PartyNextDoor - Portugal - 2022: für die Single Believe It - 2022: für die Single Loyal - 2022: für die Single Come and See Me - Südafrika - 2024: für das Lied No Chill - Vereinigte Staaten - 2024: für das Lied Right Now - 2024: für das Lied TBH - 2024: für das Lied Thirsty - 2024: für das Lied Peace of Mind - 2024: für das Lied Persian Rugs - 2024: für das Lied Over Here - 2024: für das Lied Sex on the Beach - 2025: für das Lied FWU | Platin-Schallplatte - Australien - 2017: für die Single Run Up - 2018: für die Single Still Got Time - Brasilien - 2020: für die Single Still Got Time - 2024: für die Single Fue mejor - Frankreich - 2017: für die Single Run Up - Italien - 2017: für die Single Run Up - Kanada - 2024: für das Lied Belong to the City - 2024: für das Lied Wus Good / Curious - Neuseeland - 2017: für die Single Run Up - 2019: für die Single Still Got Time - Vereinigte Staaten - 2025: für das Lied Belong to the City - 2025: für das Lied Freak In You - Vereinigtes Königreich - 2024: für das Lied Break from Toronto 2× Platin-Schallplatte - Neuseeland - 2024: für die Single Come and See Me - Vereinigte Staaten - 2025: für das Lied Wus Good / Curious 4× Platin-Schallplatte - Vereinigte Staaten - 2024: für das Lied Break from Toronto 5× Platin-Schallplatte - Kanada - 2024: für das Lied Break from Toronto |

Anmerkung: Auszeichnungen in Ländern aus den Charttabellen bzw. Chartboxen sind in ebendiesen zu finden.
| Land/RegionAuszeichnungen für Musikverkäufe (Land/Region, Auszeichnungen, Verkäufe, Quellen) | Silber     | Gold       | Platin       | Verkäufe   | Quellen              |
| -------------------------------------------------------------------------------------------- | ---------- | ---------- | ------------ | ---------- | -------------------- |
| Australien (ARIA)                                                                            | —          | 2× Gold2   | 2× Platin2   | 210.000    | aria.com.au          |
| Brasilien (PMB)                                                                              | —          | 3× Gold3   | 2× Platin2   | 140.000    | pro-musicabr.org.br  |
| Dänemark (IFPI)                                                                              | —          | 7× Gold7   | —            | 290.000    | ifpi.dk              |
| Deutschland (BVMI)                                                                           | —          | Gold1      | —            | 200.000    | musikindustrie.de    |
| Frankreich (SNEP)                                                                            | —          | —          | Platin1      | 133.333    | snepmusique.com      |
| Italien (FIMI)                                                                               | —          | Gold1      | Platin1      | 75.000     | fimi.it              |
| Kanada (MC)                                                                                  | —          | 17× Gold17 | 24× Platin24 | 2.600.000  | musiccanada.com      |
| Mexiko (AMPROFON)                                                                            | —          | Gold1      | —            | 30.000     | Einzelnachweise      |
| Neuseeland (RMNZ)                                                                            | —          | 5× Gold5   | 4× Platin4   | 165.000    | radioscope.co.nz NZ2 |
| Portugal (AFP)                                                                               | —          | 3× Gold3   | —            | 15.000     | Einzelnachweise      |
| Südafrika (RISA)                                                                             | —          | Gold1      | —            | 20.000     | Einzelnachweise      |
| Vereinigte Staaten (RIAA)                                                                    | —          | 18× Gold18 | 29× Platin29 | 38.000.000 | riaa.com             |
| Vereinigtes Königreich (BPI)                                                                 | 9× Silber9 | 6× Gold6   | 4× Platin4   | 6.160.000  | bpi.co.uk            |
| Insgesamt                                                                                    | 9× Silber9 | 65× Gold65 | 67× Platin67 |            |                      |